# Azrieli Center Square Tower
Azrieli Center Square Tower (hebr. מגדל עזריאלי המרובע) – biurowiec w osiedlu Ha-Kirja we wschodniej części miasta Tel Awiw, w Izraelu.

## Historia

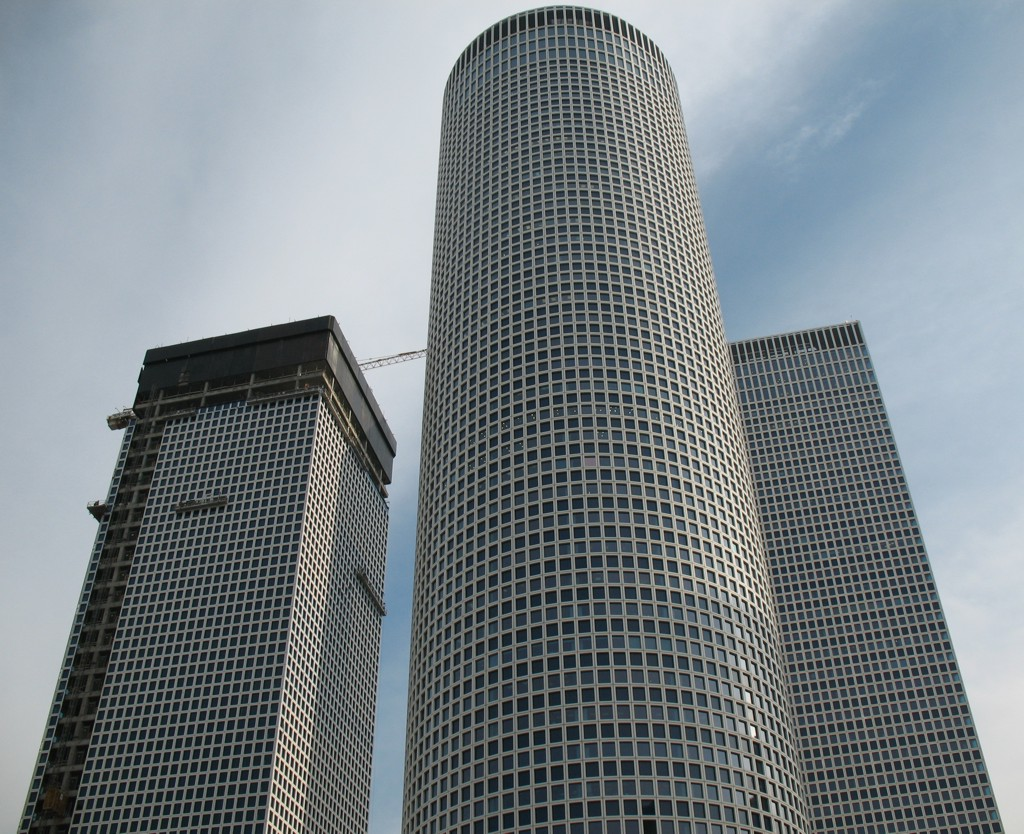
Z lewej strony widoczny Azrieli Center Square Tower

W 1996 rozpoczęto budowę Centrum Azrieli, wchodzącego w skład Północnej Strefy Biznesowej HaKirya. Budowę wieżowca przerwano w 1998 z powodu rozbieżności pomiędzy deweloperem Davidem Azrieli a władzami miejskimi. Po rozwiązaniu problemów finansowych, budowę wznowiono w 2001 i wieżowiec został oddany do eksploatacji w czerwcu 2007.

## Dane techniczne
Budynek ma 42 kondygnacji i wysokość 154 metrów. Podstawa budynku ma kształt kwadratu. Cały budynek ma kształt graniastosłupa kwadratowego.
Wieżowiec wybudowano w stylu architektonicznym określanym nazwą postmodernizmu. Wzniesiono go z betonu. Elewacja jest wykonana z granitu, szkła i paneli aluminiowych w kolorach białym i granatowym.

## Wykorzystanie budynku
W podstawie budynku umieszczono centrum handlowe z licznymi restauracjami, kawiarniami i kinem. W podziemiach znajduje się parking samochodowy. Sam wieżowiec jest wykorzystywany jako luksusowy biurowiec oferujący przestrzeń biurową pod wynajem. 13 dolnych pięter zajmuje hotel Crowne Plaza City Centre.
Budynek jest oświetlony w nocy.